# غام (العبدية)

تعديل مصدري - تعديل

غام هي إحدى قرى عزلة ال غانم بمديرية العبدية التابعة لمحافظة مأرب، بلغ تعداد سكانها 220 نسمة حسب تعداد اليمن لعام 2004.